# Aston Martin One-77
Aston Martin One-77 — 2-дверний 2-місний елітний суперкар, що був виготовлений компанією Aston Martin в 2009-2012 роках у кількості 77 авто.
Назва моделі апелює саме до кількості виготовлених екземплярів. Всі One-77 були розпродані ще за рік до прем'єри. Вартість моделі становить близько 1,5 млн. доларів. В травні 2012 року одна машина попала в аварію в Гонконгу і була списана, тим самим зменшивши кількість існуючих машин до 76 одиниць.

## Опис

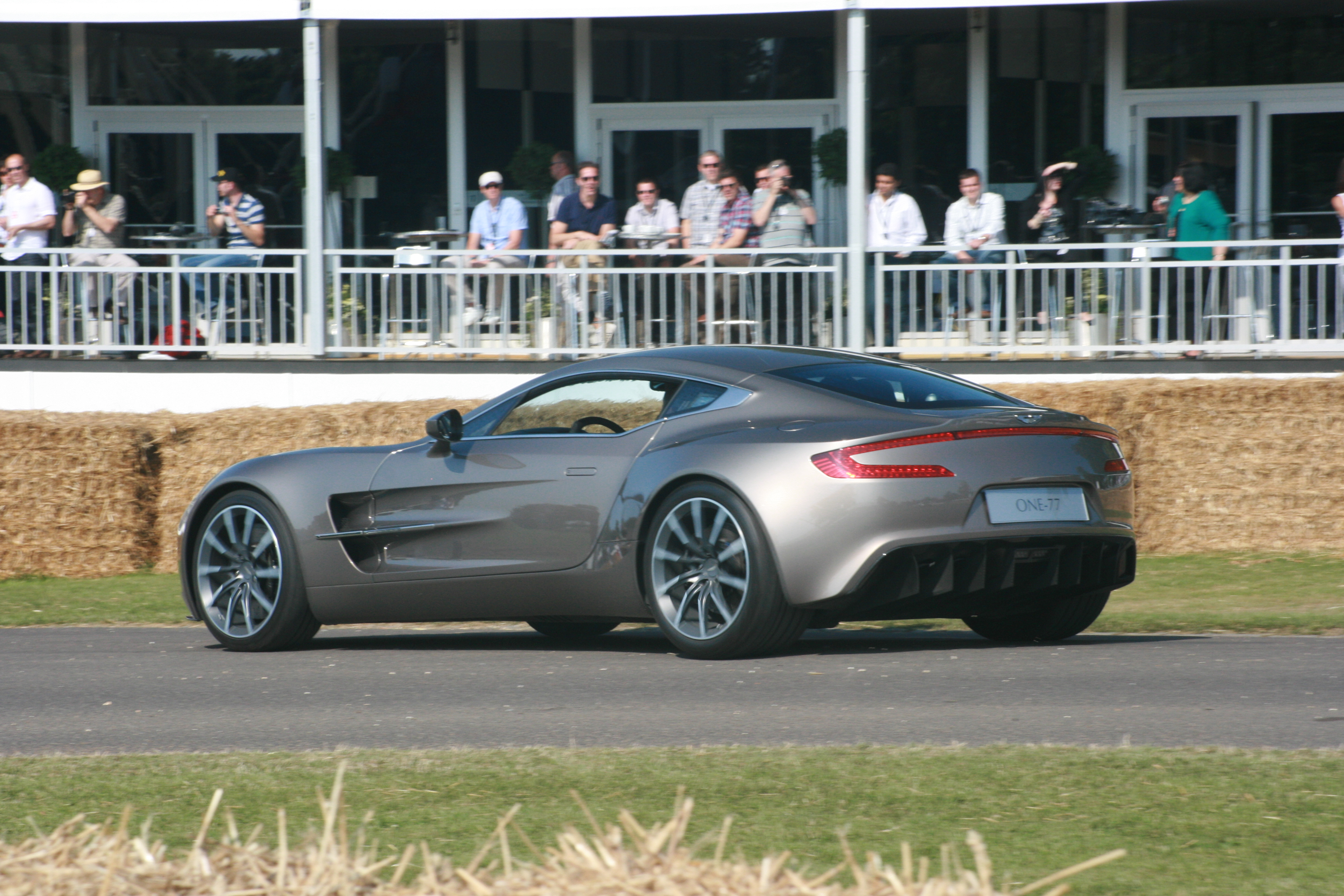
Задня сторона

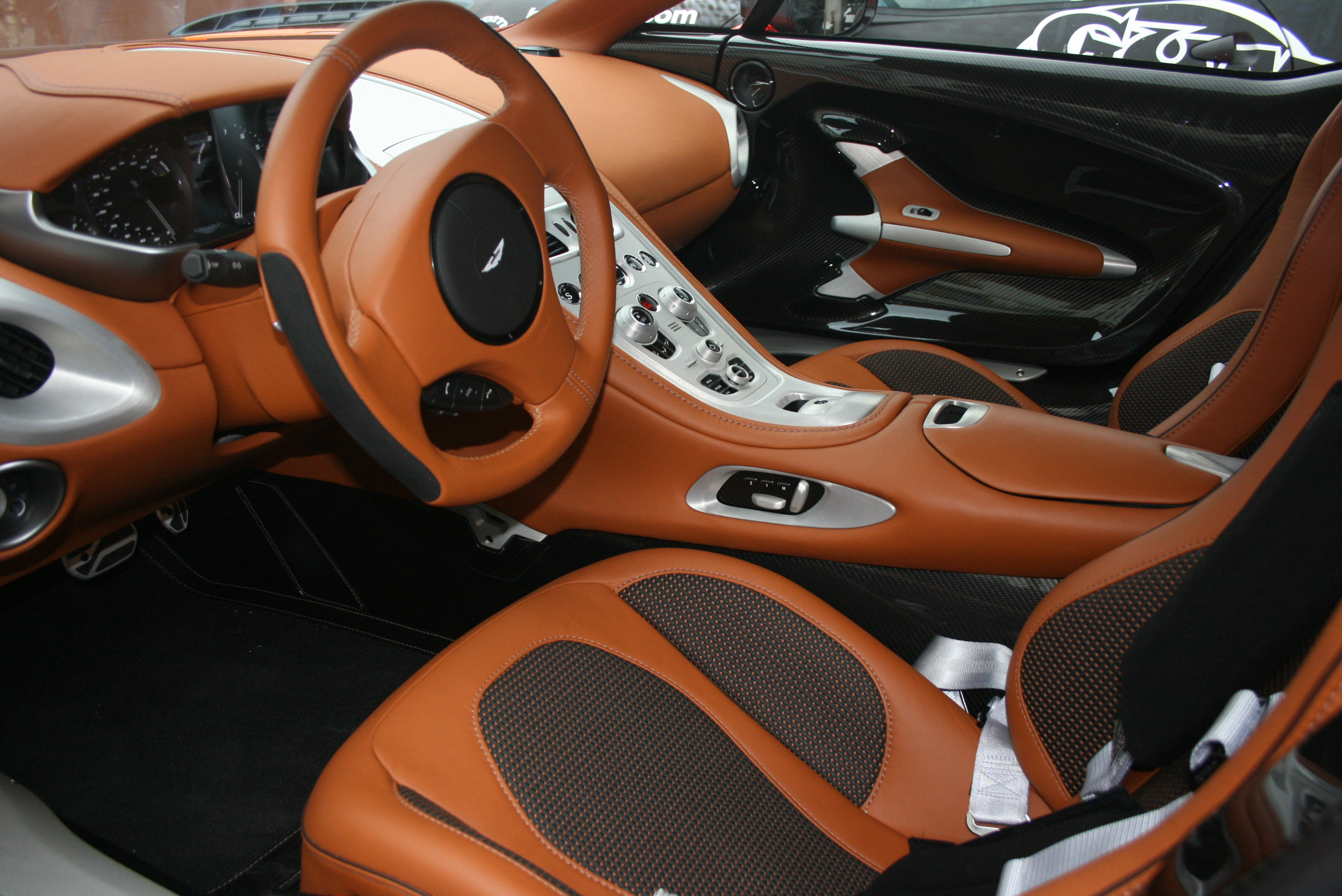
Салон One-77

Напередодні дебюту One-77 на Паризькому автосалоні, були розкриті різні деталі про авто, але офіційні характеристики не розкрили аж до Женевського автосалону 2009.
One-77 має в основі повністю карбонове шасі, виготовлений і підігнаний вручну алюмінієвий кузов і 7,3-літровий двигун V12 DOHC з 4 клапанами на циліндр з потужністю в 559 кВт (760 PS; 750 к. с.) при 7,500 об./хв. і 750 Н⋅м (553 фунти⋅фут) крутного моменту при 5,000 об./хв.. Aston Martin заявив, що автомобіль має найпотужніший двигун серед серійних авто у світі, на час продажу першого екземпляру.
Автомобіль використовує посилену версію 6-ступеневої автоматизованої МКП моделі DB9 і регульованою по висоті підвіскою натискного стержня, спареною з динамічним контролем стійкості. One-77 має шини Pirelli P Zero Corsa (255/35 ZR20 спереду, 335/30 ZR20 ззаду) і кераміко-карбонові гальма Matrix.
Максимальна швидкість була оцінена в 350 км/год. (220 миль/год.), але справжні тести грудня 2009 року показали результат в 354.067 км/год. (220.007 миль/год.), з часом розгону 0–97 км/год. (60 миль/год.) в приблизно 3,5 секунди.
Розробку і виготовлення шасі з карбонового волокна і системи підвіски було доручено фірмі Multimatic в Канаді. Анонсована вага автомобіля була 1,500 кг (3,307 фунтів), але виготовлена модель важила 1,630 кг (3,594 фунти).

## Відзнаки
Aston Martin One-77 був нагороджений кількома міжнародно відомими нагородами галузі дизайну, включаючи нагороду дизайну від Concorso d’Eleganza для концепт-карів і прототипів, нагороду GOOD DESIGN від Музею архітектури і дизайну Північної Америки The Chicago Athenauem, нагороду "Best Design" від автомобільного журналу Королівства Auto Express та багато інших.

## One-77 «Серія Q»
Ближче до кінця виробництва моделі, Aston Martin виготовив особливу версію One-77 в семи екземплярах під назвою «серія Q». Частина назви «Q» походить від програми персоналізації Aston Martin. Частина назви «серія» є очевидним посиланням до вибору ліврей, які з’являються на кожному авто. 
Варіанти ліврей авто є такі:
- Колір кузова Сірий металік, чорні 10-променеві колеса, червоно-чорний салон, червона смуга на передку
- Колір кузова Білий, сріблясті 10-променеві колеса, чорний салон, червона смуга на передку, чорні бокові дзеркала
- Колір кузова Білий, сріблясті 12-променеві колеса, червоно-чорний салон, подвійна червона смуга вздовж кузова
- Колір кузова Чорний, чорні 10-променеві колеса, червоно-чорний салон, червона смуга на передку, темно-червоні бокові дзеркала

Особливості й динамічні показники є такими самими, як і в звичайних авто. Одна з таких машин була виставлена на продаж в 2012 році в Дубаї, Абу-Дабі за $2.9 мільйони.

## Aston Martin Victor

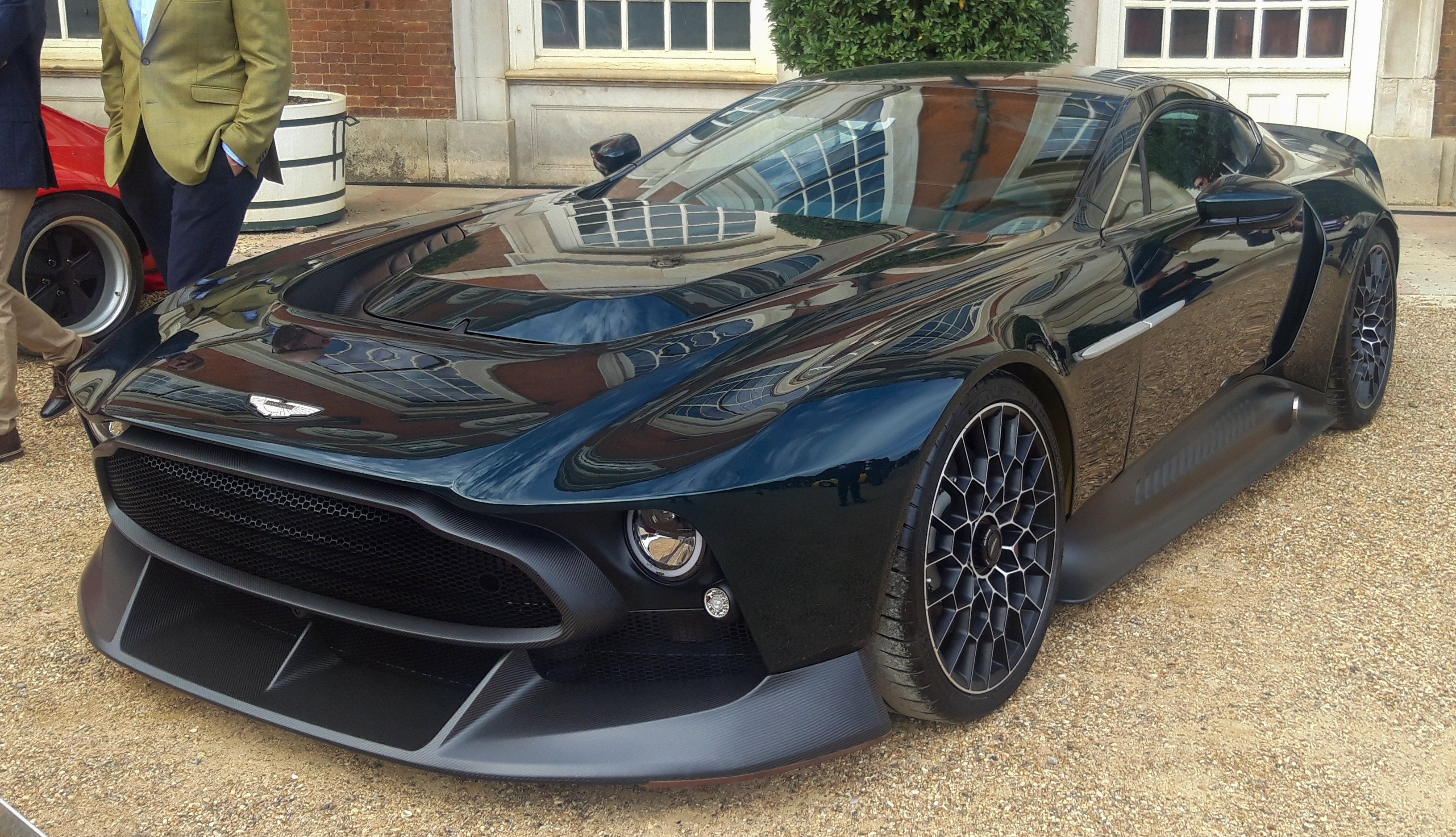
Aston Martin Victor 7.3

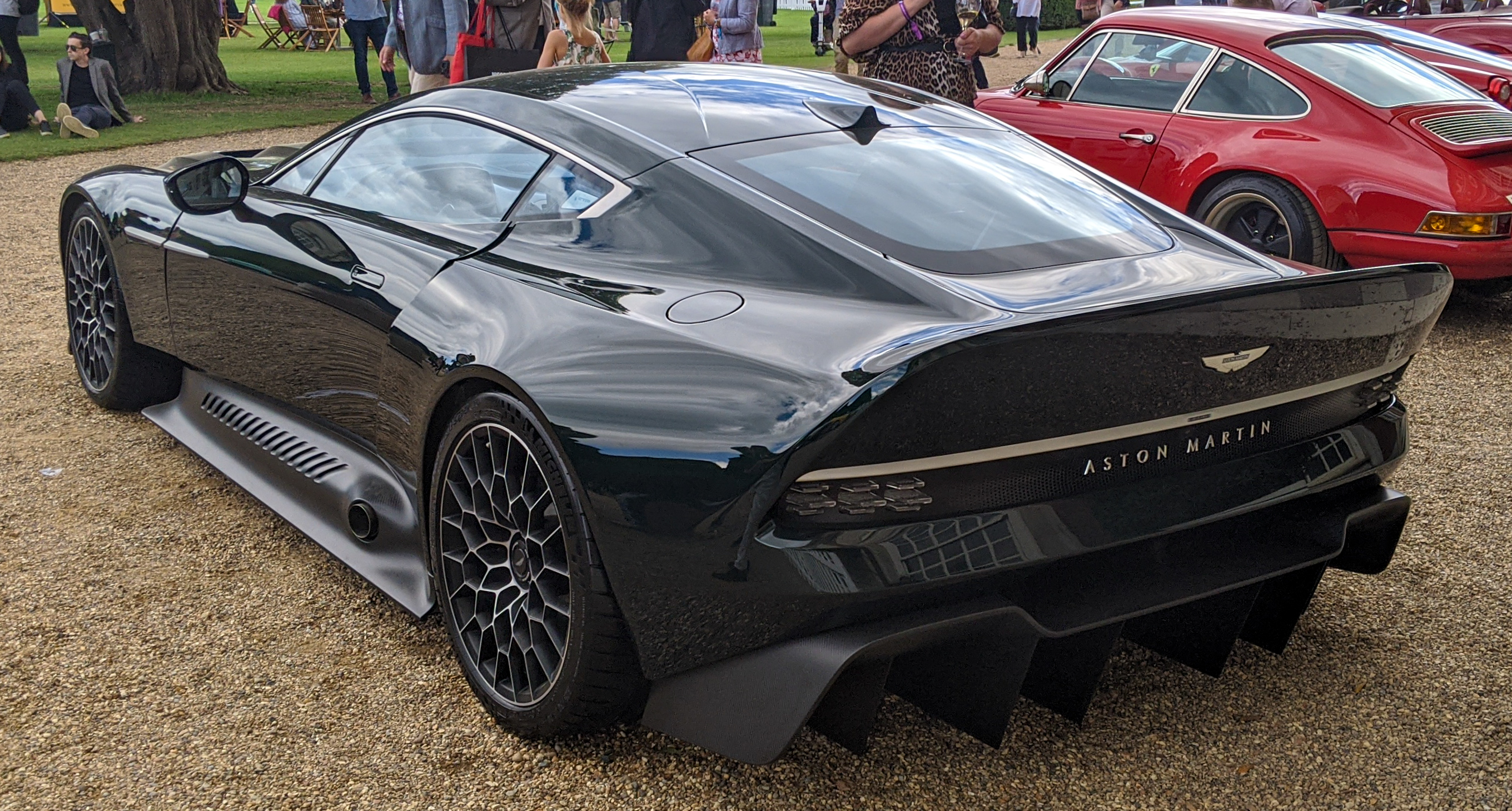
Aston Martin Victor 7.3

У вересні 2020 року Aston Martin випустив свою модель на основі One-77, Aston Martin Victor, розроблену дизайнером Aston Martin Lagonda Кайзе «Кен» Женг і представлену на виставці Hampton Courts Concours 2020 із круглими фарами, які використовувалися з 1977 року. Aston Martin V8 Vantage, бічні вихлопи та бічні бампери, повторно використані з трекового Vulcan. Він має двигун, подібний до двигуна V12, який є в One-77, але тепер він створює 836 к.с. і 821 Нм крутного моменту після перегляду Cosworth, і на відміну від One-77 він має механічну коробку передач, що зробило його найбільш потужним на той час Aston Martin з механічною коробкою передач.

## Aston Martin One-77 у відеоіграх та сувенірах
- Need for Speed: Hot Pursuit (2010): Доступний як в режимі гонщика, так і в режимі поліції.
- Test Drive Unlimited 2: Доступний в автосалонах англійських виробників.
- Need for Speed: The Run: Доступний в серіях змагань, цей автомобіль був автомобілем головного суперника гри — Маркуса Блеквела.
- Forza Motorsport 4: Доступний в серіях змагань, відкривається за мірою набору досвіду чи купується в гаражі.
- Forza Horizon: Дається як приз за перемогу у випробуванні чи купується в автосалоні.
- Gran Turismo 6: Спочатку доступний для покупки в автосалоні.
- Need for Speed: Rivals: Доступний в режимі поліції.
- GRID 2: відкривається в 5 сезоні після виконання умов змагань.
- Asphalt 9 Legends: доступний з сезону "Британський Тур" в якості автомобіля пропуску легенди.

Також ряд виробників масштабних моделей виготовляють модель Aston Martin One-77. Найбільш відомими виробниками, в асортименті яких налічується модель, є:
- IXO/Altaya для журнальної серії Supercars Collection (масштаб 1:43)
- WhiteBox (масштаб 1:43)
- Spark (масштаб 1:43)
- AutoArt (масштаб 1:18)
- FrontiArt (масштаб 1:18 і 1:43)